# 疏毛棱子芹
疏毛棱子芹（学名：Pleurospermum pilosum）为伞形科棱子芹属的植物，为中国的特有植物。分布在中国大陆的西藏等地，生长于海拔4,100米的地区，常生于山谷草地，目前尚未由人工引种栽培。